# آبشار گادلشا
آبشار گادلشا (به لاتین: Gadelsha Falls) یک آبشار است که در روسیه واقع شده‌است.